# Amara interstitialis
Amara interstitialis là một loài bọ cánh cứng ăn hạt thuộc họ Bọ chân chạy. Loài này có ở châu Âu và Bắc Á (trừ Trung Quốc), cũng như Bắc Mỹ.